# Brás de Pina
Brás de Pina è un quartiere (bairro) della Zona Nord della città di Rio de Janeiro in Brasile.

## Amministrazione
Brás de Pina fu istituito come bairro a sé stante il 23 luglio 1981 come parte della Regione Amministrativa XI - Penha del municipio di Rio de Janeiro.